# 日野資成
日野 資成（ひの すけなり）は、江戸時代前期の高家旗本。高家日野家2代目。初めは松尾資成と称した。

## 概要
寛文9年（1671年）閏10月10日に初めて徳川家綱に拝謁した。元禄10年（1697年）7月6日に家を継いで表高家となった。宝永7年（1710年）12月16日に致仕し、唯恵を名乗った。